# Symphoman (chanson)
Cet article possède un paronyme, voir Nymphomane.
Symphoman est une chanson écrite, composée et interprétée par William Sheller sortie en 1977.
Parue sur l'album Symphoman, elle est sûrement la plus connue et la plus représentative de la personnalité du chanteur[réf. nécessaire], qui pour ce titre, fait un mélange entre la musique symphonique et la variété française[réf. nécessaire].
Elle est la face B du 45 tours Hey! Docteur Disco, premier extrait de l'album (classé brièvement dans les 50 meilleures places du hit-parade français à la 39e place de fin juin au 17 juillet 1977, se vendant à plus de 17 000 exemplaires à cette période).
À chaque concert, Sheller place ce titre qu'il affectionne et qui lui colle à la peau en tant que premier morceau[réf. nécessaire].